# Aedes adami
Aedes adami är en tvåvingeart som beskrevs av Geoffroy 1971. Aedes adami ingår i släktet Aedes och familjen stickmyggor.
Artens utbredningsområde är Centralafrikanska republiken. Inga underarter finns listade i Catalogue of Life.